# Asian Sevens Series Femenino 2015
El Asian Sevens Series Femenino de 2015 fue la decimosexta temporada del torneo femenino de rugby 7 de la confederación asiática.

## Calendario
| Torneo                         | Ciudad  | Fecha               | Campeón   |
| ------------------------------ | ------- | ------------------- | --------- |
| Seven Femenino de Qingdao 2015 | Qingdao | 5 - 6 de septiembre | Hong Kong |
| Seven Femenino de Colombo 2015 | Colombo | 10 - 11 de octubre  | Japón     |

## Tabla de posiciones
| Pos | País       | CHN | SRI | Puntos |
| --- | ---------- | --- | --- | ------ |
| 1   | Japón      | 6   | 8   | 14     |
| 2   | China      | 7   | 7   | 14     |
| 3   | Hong Kong  | 8   | 6   | 14     |
| 4   | Kazajistán | 5   | 4   | 9      |
| 5   | Tailandia  | 4   | 5   | 9      |
| 6   | Singapur   | 3   | 2   | 5      |
| 7   | Uzbekistán | 2   | 3   | 5      |
| 8   | Sri Lanka  | 1   | 1   | 2      |

| Bandera de Japón |
| Campeón Japón    |
| Tercer título    |